# Puncturella circularis
Puncturella circularis är en snäckart som beskrevs av Dall 1881. Puncturella circularis ingår i släktet Puncturella och familjen nyckelhålssnäckor. Inga underarter finns listade i Catalogue of Life.